# Katuaq

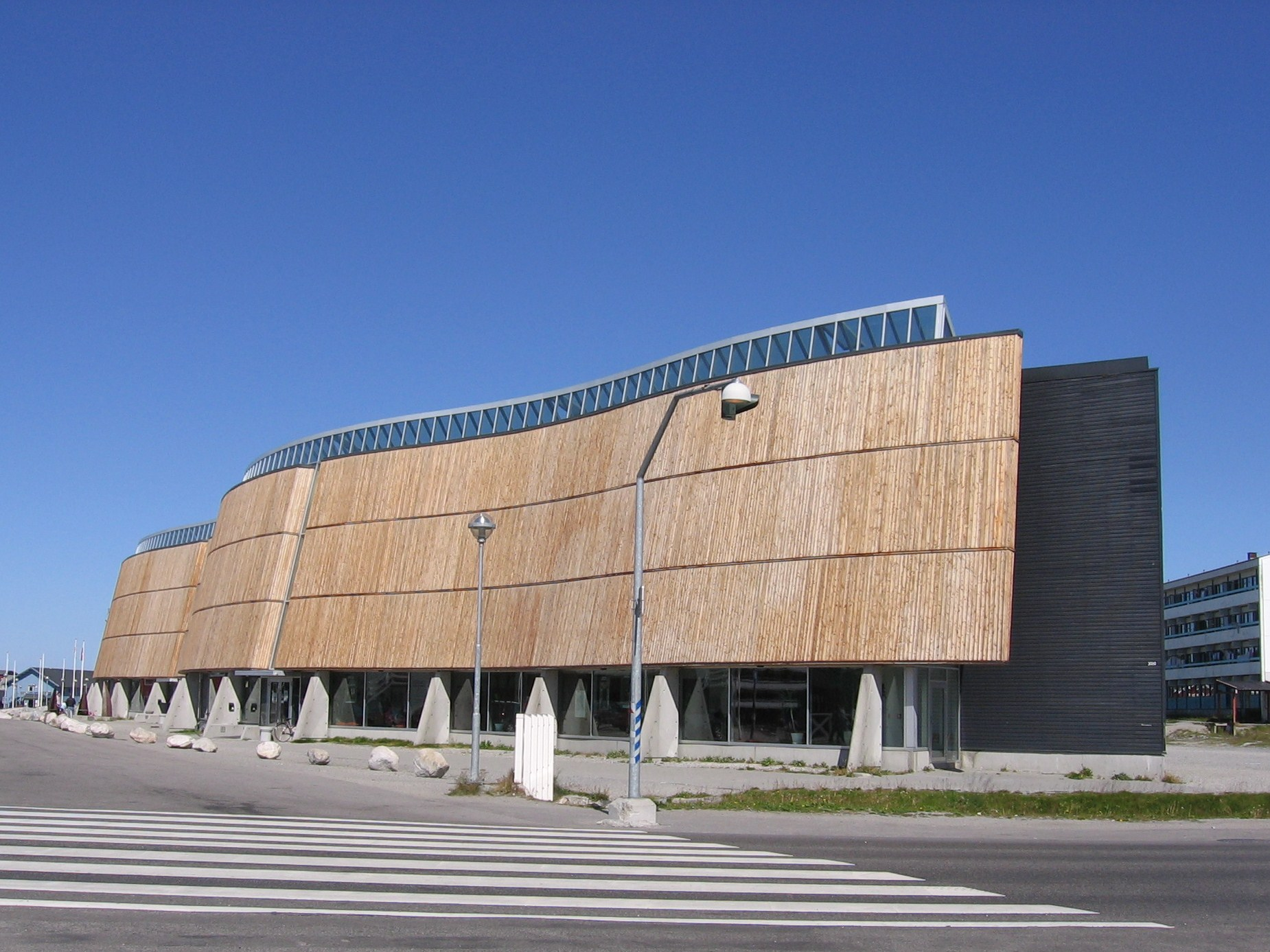
Katuaq, el Centro Cultural de Nuuk.

Katuaq es un centro cultural situado en Nuuk, la capital de Groenlandia, impulsado por el gobierno autónomo groenlandés, el municipio de Nuuk y el Consejo Nórdico de Ministros. El diseño del edificio corresponde a los arquitectos daneses Morten Schmidt, Bjarne Hammer y John F. Lassen, y su silueta evoca a una aurora boreal en el lado que mira al fiordo de Nuuk, así como a los frecuentes icebergs del mar groenlandés.
Inaugurado el 15 de febrero de 1997, es el primer edificio destinado a actividades múltiples, como exposiciones artísticas, actuaciones teatrales y proyecciones cinematográficas, con un aforo de 508 localidades. El área de conferencias puede albergar ponencias y seminarios de índole local, estatal o internacional. Katuaq es también el Centro Internacional de Capacitación para Pueblos Indígenas de las Naciones Unidas, que ofrece amplios cursos intensivos de formación para gentes indígenas de todo el mundo, y que aspira a ser un centro docente independiente que permita a los pueblos indígenas desarrollar su capacidad para trabajar en asuntos de ámbito nacional e internacional.
El edificio también acoge la Escuela de Arte de Groenlandia, el Instituto Nórdico de Groenlandia (NAPA), la compañía nacional de teatro Silamut y la cafetería Cafetuaq, un establecimiento con un aforo de 100 personas. Katuaq colabora con el Hotel Hans Egede de Nuuk a la hora de concertar reservas para sus actividades a través del propio hotel. 